# Isaiah Thomas
Isaiah Jamar Thomas (ur. 7 lutego 1989 w Tacoma, w stanie Waszyngton) – amerykański koszykarz, występujący na pozycji rozgrywającego.
Isaiah Thomas został nazwany po byłym graczu Detroit Pistons, rozgrywającym Isiah Thomasie (legendzie NBA) po tym, jak jego ojciec, James założył się z kolegą, że jego ulubiona drużyna Los Angeles Lakers pokona Detroit Pistons w finałach 1989. Zawodnik utrzymuje bliską znajomość z Natem Robinsonem zainicjowaną przez pierwszego z powodu wielu podobieństw u zawodników (m.in. wzrost, uczelnia, zdobyte wyróżnienia).
W 2008 zdobył stypendium sportowe na Uniwersytecie Waszyngtońskim, gdzie reprezentował barwy drużyny uczelnianej Washington Huskies. W 2011 roku zakończył grę na UW, w celu wzięcia udziału w Drafcie NBA. W drużynie uniwersyteckiej Thomas w każdym sezonie spędzał na boisku średnio około 30 minut na mecz, a jego średnia punktów na mecz w każdym z 3 sezonów przekraczała 15 punktów. W Drafcie został wybrany z 60, ostatnim numerem przez Sacramento Kings.
12 lipca 2014, po wymianie na zasadzie sign and trade, został zawodnikiem Phoenix Suns.
W dniu 19 lutego 2015 Thomas został sprzedany do Boston Celtics w zamian za Marcusa Thorntona i wybór w pierwszej rundzie draftu w 2016. Na koniec sezonu zajął drugie miejsce w głosowaniu na najlepszego „szóstego” zawodnika ligi NBA.
22 sierpnia 2017 Isaiah został oddany do Cleveland Cavaliers w zamian za Kyriego Irvinga. 2 stycznia 2018 zadebiutował w barwach Kawalerzystów. Thomas nie grał od 19 maja 2017, co spowodowane było kontuzją biodra.
W dniu 8 lutego 2018 został wytransferowany wraz z Channingiem Fryem i wyborem I rundy draftu 2018 do Los Angeles Lakers w zamian za Larry’ego Nance’a i Jordana Clarksona. Thomas w debiucie, w barwach Los Angeles Lakers, rzucił 22 punkty, dodał do tego 6 asyst, ale i 6 strat.
16 lipca 2018 podpisał roczny kontrakt z Denver Nuggets.
9 lipca 2019 zawarł umowę z Washington Wizards.
6 lutego 2020 w wyniku wymiany trafił do Los Angeles Clippers. Dwa dni później został zwolniony.
3 kwietnia 2021 zawarł 10-dniowy kontrakt z New Orleans Pelicans. Po jego wygaśnięciu opuścił klub. 17 grudnia 2021 podpisał 10-dniową umowę z Los Angeles Lakers. Po jego wygaśnięciu opuścił klub. 29 grudnia 2021 trafił do Dallas Mavericks, podpisując 10-dniowy kontrakt. Wraz z jego upłynięciem znalazł się poza klubem. 3 marca 2022 dołączył na 10 dni do Charlotte Hornets. 12 marca 2022 podpisał kolejny, identyczny kontrakt z Hornets. 22 marca 2022 zawarł z klubem umowę do końca sezonu.

## Osiągnięcia
Stan na 22 lutego 2023, na podstawie, o ile nie zaznaczono inaczej.
NCAA
- Uczestnik:
  - rozgrywek Sweet Sixteen turnieju NCAA (2010)
  - turnieju NCAA (2009–2011)
- Mistrz:
  - turnieju konferencji Pac-12 (2010, 2011)
  - sezonu regularnego konferencji Pac-12 (2009)
- Najlepszy pierwszoroczny zawodnik konferencji Pac-12 (2009)[25]
- MOP (Most Outstanding Player) turnieju konferencji Pac-12 (2010, 2011)
- Zaliczony do:
  - składu All-American Honorable Mention (2011 przez AP)
  - I składu:
    - konferencji Pac-12 (2010, 2011)
    - turnieju konferencji Pac-12 (2010, 2011)
    - pierwszoroczniaków konferencji Pac-12 (2009)

  - II składu konferencji Pac-12 (2009)
- Klub Washington Huskies zastrzegł należący do niego numer 2

NBA
- Uczestnik:
  - meczu gwiazd NBA (2016, 2017)
  - Rising Stars Challenge (2013)
  - Skills Challenge (2015, 2016, 2017)[26][27]
- Zaliczony do II składu:
  - NBA (2017)
  - najlepszych debiutantów NBA (2012)[28]
- Zawodnik:
  - miesiąca konferencji wschodniej (styczeń 2017)[29]
  - tygodnia (2.03.2015, 13.04.2015, 8.02.2016)
- Debiutant miesiąca (luty, marzec 2012)

Reprezentacja
- Uczestnik kwalifikacji do mistrzostw Ameryki (2021)[30]

## Statystyki
Stan na koniec sezonu 2023/24, na podstawie.

### Sezon regularny
| Sezon   | Drużyna     | M   | S5  | MPG  | FG%   | 3P%   | FT%   | RPG | APG | SPG | BPG | PPG  |
| ------- | ----------- | --- | --- | ---- | ----- | ----- | ----- | --- | --- | --- | --- | ---- |
| 2011/12 | Sacramento  | 65  | 37  | 25,5 | 44,8% | 37,9% | 83,2% | 2,6 | 4,1 | 0,8 | 0,1 | 11,5 |
| 2012/13 | Sacramento  | 79  | 62  | 26,9 | 44,0% | 35,8% | 88,2% | 2,0 | 4,0 | 0,8 | 0,0 | 13,9 |
| 2013/14 | Sacramento  | 72  | 54  | 34,7 | 45,3% | 34,9% | 85,0% | 2,9 | 6,3 | 1,3 | 0,1 | 20,3 |
| 2014/15 | Phoenix     | 46  | 1   | 25,7 | 42,6% | 39,1% | 87,2% | 2,4 | 3,7 | 1,0 | 0,1 | 15,2 |
| 2014/15 | Boston      | 21  | 0   | 26,0 | 41,1% | 34,5% | 86,1% | 2,1 | 5,4 | 0,6 | 0,0 | 19,0 |
| 2015/16 | Boston      | 82  | 79  | 32,2 | 42,8% | 35,9% | 87,1% | 3,0 | 6,2 | 1,1 | 0,1 | 22,2 |
| 2016/17 | Boston      | 76  | 76  | 33,8 | 46,3% | 37,9% | 90,9% | 2,7 | 5,9 | 0,9 | 0,2 | 28,9 |
| 2017/18 | Cleveland   | 15  | 14  | 27,1 | 36,1% | 25,3% | 86,8% | 2,1 | 4,5 | 0,6 | 0,1 | 14,7 |
| 2017/18 | L.A. Lakers | 17  | 1   | 26,8 | 38,3% | 32,7% | 92,1% | 2,1 | 5,0 | 0,4 | 0,1 | 15,6 |
| 2018/19 | Denver      | 12  | 0   | 15,1 | 34,3% | 27,9% | 63,0% | 1,1 | 1,9 | 0,4 | 0,1 | 8,1  |
| 2019/20 | Washington  | 40  | 37  | 23,1 | 40,8% | 41,3% | 81,6% | 1,7 | 3,7 | 0,3 | 0,2 | 12,2 |
| 2020/21 | New Orleans | 3   | 0   | 16,0 | 33,3% | 25,0% | 100%  | 1,3 | 1,7 | 0,3 | 0,0 | 7,7  |
| 2021/22 | L.A. Lakers | 4   | 1   | 25,3 | 30,8% | 22,7% | 72,7% | 2,0 | 1,5 | 0,0 | 0,5 | 9,3  |
| 2021/22 | Dallas      | 1   | 0   | 13,0 | 37,5% | 0,0%  | –     | 0,0 | 4,0 | 0,0 | 0,0 | 6,0  |
| 2021/22 | Charlotte   | 17  | 0   | 12,9 | 43,3% | 39,7% | 93,3% | 1,2 | 1,4 | 0,4 | 0,2 | 8,3  |
| 2023/24 | Phoenix     | 6   | 0   | 3,2  | 30,0% | 50,0% | –     | 0,0 | 0,5 | 0,0 | 0,0 | 1,3  |
| Razem   |             | 556 | 362 | 28,0 | 43,4% | 36,3% | 87,2% | 2,4 | 4,8 | 0,8 | 0,1 | 17,5 |

### Play-offy
| Sezon | Drużyna | M  | S5 | MPG  | FG%   | 3P%   | FT%   | RPG | APG | SPG | BPG | PPG  |
| ----- | ------- | -- | -- | ---- | ----- | ----- | ----- | --- | --- | --- | --- | ---- |
| 2015  | Boston  | 4  | 0  | 29,8 | 33,3% | 16,7% | 96,9% | 3,0 | 7,0 | 0,8 | 0,0 | 17,5 |
| 2016  | Boston  | 6  | 6  | 36,7 | 39,5% | 28,3% | 80,9% | 3,0 | 5,0 | 0,7 | 0,8 | 24,2 |
| 2017  | Boston  | 15 | 15 | 34,7 | 42,5% | 33,3% | 82,0% | 3,1 | 6,7 | 0,9 | 0,1 | 23,3 |
| 2024  | Phoenix | 1  | 0  | 4,0  | 0,0%  | 0,0%  | –     | 0,0 | 0,0 | 0,0 | 0,0 | 0,0  |
| Razem |         | 26 | 21 | 33,2 | 40,4% | 30,1% | 84,2% | 3,0 | 6,1 | 0,8 | 0,3 | 21,7 |